# Litsea sessilis
Litsea sessilis är en lagerväxtart som beskrevs av Jacob Gijsbert Boerlage. Litsea sessilis ingår i släktet Litsea och familjen lagerväxter. Inga underarter finns listade i Catalogue of Life.